# Elverum Håndball
Elverum Håndball är en handbollsklubb från Elverum i Norge, bildad 1946. Klubben har Terningen Arena som hemmaarena.

## Spelartrupp 2022/2023
| Nr | Land     | Pos | Namn                     |
| -- | -------- | --- | ------------------------ |
| 1  | Tjeckien | MV  | Šimon Mizera             |
| 12 | Norge    | MV  | Emil Kheri Imsgard       |
| 2  | Sverige  | V9  | Daniel Blomgren          |
| 3  | Kroatien | M9  | Josip Vidovic            |
| 4  | Sverige  | H6  | Christopher Hedberg      |
| 5  | Norge    | M6  | Kristian Hübert Larsen   |
| 7  | Norge    | H6  | Kasper Lien              |
| 9  | Norge    | H9  | Patrick Helland Anderson |
| 11 | Sverige  | M6  | Kassem Awad              |

| Nr | Land    | Pos | Namn                  |
| -- | ------- | --- | --------------------- |
| 13 | Serbien | V9  | Uroš Borzaš           |
| 14 | Sverige | V9  | Niclas Fingren        |
| 15 | Norge   | M9  | Tobias Grøndahl       |
| 17 | Island  | V6  | Orri Freyr Þorkelsson |
| 18 | Spanien | V9  | Antonio Serradilla    |
| 20 | Norge   | M6  | Endre Langaas         |
| 33 | Norge   | V6  | Sindre Heldal         |
| 45 | Norge   | H9  | Benjamin Berg         |

## Meriter
- Slutspelsvinnare Eliteserien: 1995, 2008, 2012, 2013, 2014, 2015, 2016, 2017, 2018, 2019, 2022
- Serietiteln Eliteserien: 2013, 2017, 2018, 2020, 2021, 2022
- Norska Cupen: 2009, 2018, 2019, 2020, 2021

## Spelare i urval
- Michael Apelgren (2014–2016)
- Lukas Sandell (2018–2020)
- Kristian Bliznac (2017)
- Magnus Gullerud (2009–2013)
- Richard Hanisch (2017–2018)
- Ingimundur Ingimundarson (2007–2008)
- Dominik Máthé (2020–2022)
- Nacor Medina Perez (2013–2014)
- / Leonel Ojala (2007–2015)
- Josef Pujol (2016–2017)
- Christoffer Rambo (2011–2012)
- Stian Tønnesen (1997–1998)

## Tränare i urval
- Thorir Hergeirsson (1989–1994)
- Christian Berge (2008–2014)
- Michael Apelgren (2014–2020)
- Børge Lund (2020–)